# 데스몬드 베인

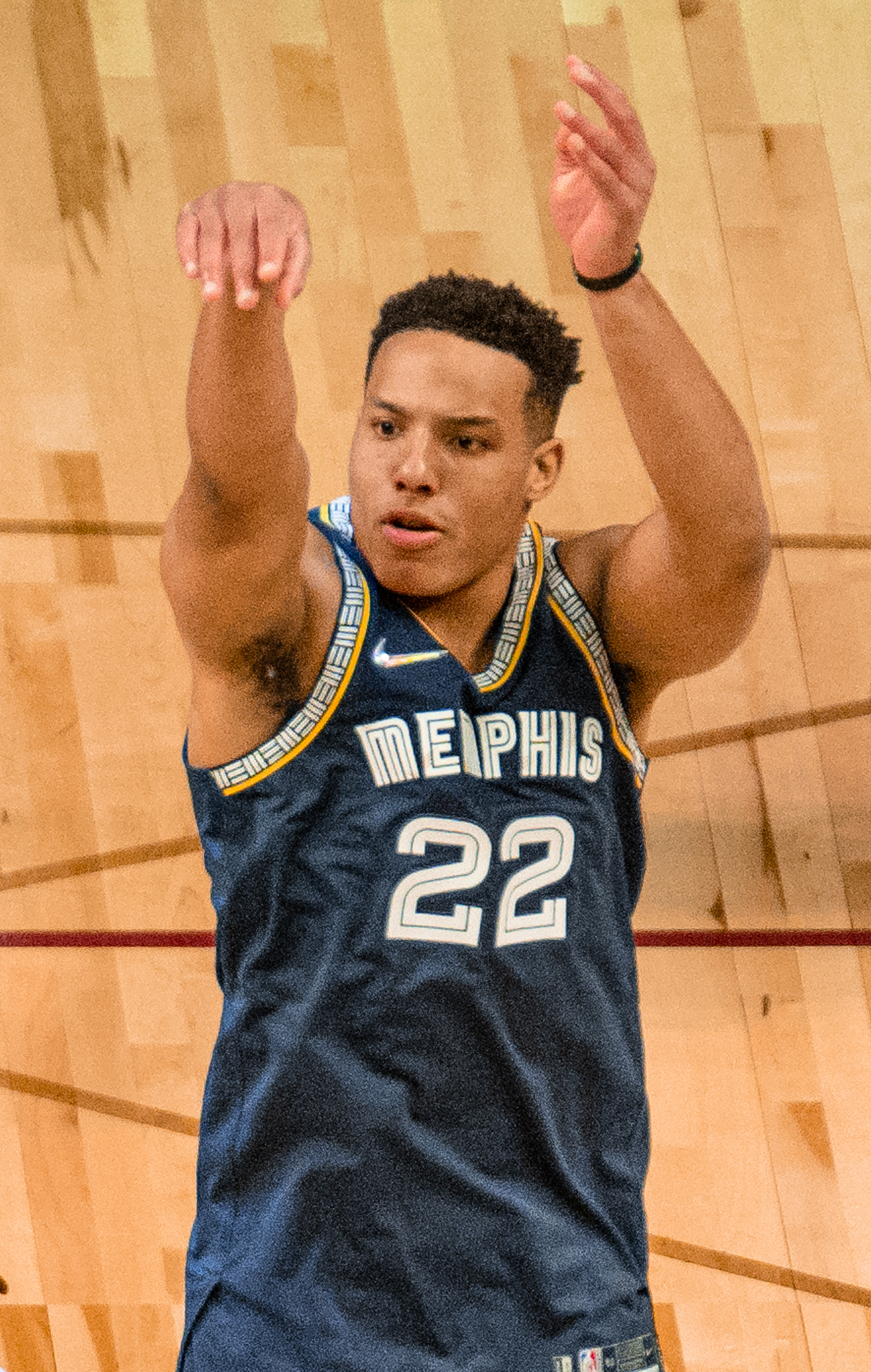
2022년 모습

데스몬드 베인(Desmond Bane, 본명: 데스몬드 마이클 베인, Desmond Michael Bane, 1998년 6월 25일 ~ )은 전미 농구 협회(NBA)의 멤피스 그리즐리스 소속 미국 프로 농구 선수이다. TCU 어니드 프로그스(Horned Frogs)에서 대학 농구를 했다. 베인은 2020년 NBA 드래프트 1라운드 전체 30순위로 선발됐고, 멤피스 입단 첫해에는 NBA 올루키 세컨드팀에 이름을 올렸다.

## 어린 시절
출생 후 베인과 그의 어머니 마리사, 그리고 그의 여동생은 자주 이사를 다녔다. 그는 두 살 때 인디애나주 리치먼드에서 자신을 키워준 증조부모와 함께 남은 어린 시절을 보내기 시작했다. 베인은 13살 때 그의 아버지인 에티에노 에키코(Etieno Ekiko)가 나이지리아에 살고 있다는 사실을 알게 되었다. 베인은 8학년 때까지 야구에 집중했고, 유소년 시절에는 증조할아버지의 지도를 받으며 미식축구와 축구도 했다.

## 프로 경력
- 멤피스 그리즐리스(2020~현재)